# پومپونسکو
پومپونسکو (به ایتالیایی: Pomponesco) یک کومونه در ایتالیا است که در استان منتووا واقع شده‌است.

## خصوصیات
پومپونسکو ۱۲ کیلومترمربع مساحت و ۱٬۷۶۱ نفر جمعیت دارد و ۲۳ متر بالاتر از سطح دریا واقع شده‌است.